# Lagarosolen
Lagarosolen es un género con cinco especies de plantas  perteneciente a la familia Gesneriaceae. es originario de China.

## Descripción
Son plantas perennes herbáceas acaulescentes. Las hojas alternas, pecioladas, ampliamente elípticas a ovada, ovada orbicular, crenada y con ambas superficies blanco peludas. Las inflorescencias axilares, más cortas que las hojas con grandes bractéolas, estrecho elípticas. Sépalos libres hasta la base, linear-lanceolados. Corola de color púrpura con estrecho tubo.

## Taxonomía
El género fue descrito por Wen Tsai Wang y publicado en Acta Botanica Yunnanica 6(1): 11–12, pl. 1. 1984.
Etimología
Lagarosolen: nombre genérico que deriva de las palabras griegas  λαγαρος, lagaros = delgado, y σωλην, solēn = tubo, en alusión al estrecho tubo cilíndrico de la corola.

## Especies
- Lagarosolen coriaceifolium Y.G.Wei
- Lagarosolen hechiensis Y.G.Wei, Yan Liu & F.Wen
- Lagarosolen hispidus W.T.Wang
- Lagarosolen integrifolius D.Fang & L.Zeng
- Lagarosolen jingxiensis Yan Liu, H.S.Gao & W.B.Xu